# Elfi Graf
Elfi Graf, de son vrai nom Elfriede Sepp (née le 20 novembre 1952 à Dornbirn) est une chanteuse autrichienne.

## Biographie
Elfi Graf chante d'abord dans des groupes amateurs. Elle suit ensuite une formation classique, chante des titres d'opérette et de blues et fait des concours de chant. En 1971, elle participe à l'émission Show Chance. Le chanteur Gus Backus la repère dans Talentschuppen.
En 1974, elle obtient son premier succès, Herzen haben keine Fenster. Ses reprises en anglais atteignent le top 10 des ventes aux États-Unis (Bobby Vinton, My Melody of Love) et en Grande-Bretagne (Peters and Lee, Don´t stay away too long). En RDA, elle est reprise par Gerti Möller. La même année, elle obtient le Goldene Europa de la meilleure nouvelle chanteuse ainsi que le Bravo Otto d'argent. Quelques années après, elle se retire un temps pour se consacrer à sa famille. Sa fille naît en 1982, elle divorce en 1989.
Elfi Graf est aujourd'hui l'invitée de galas.

## Source de la traduction
- (de) Cet article est partiellement ou en totalité issu de l’article de Wikipédia en allemand intitulé « Elfi Graf » (voir la liste des auteurs).